# Carry Me in Your Dreams
Carry Me in Your Dreams — песня, с которой Кейси Тола представила Албанию на конкурсе «Евровидение-2009», который прошёл в Москве. Эта композиция была выбрана путём национального отбора, где набрала 126 очков, на 7 очков больше, чем 2 место. Песня была написана Эдмондом Жулали (музыка) и Агимом Дочи (слова), которые уже писали песню для конкурса в 2004 году.

## Национальный отбор
Песня была выбрана 21 декабря 2008 года путём национального отбора, победив на фестивале I Këngës 47, приуроченному к выбору участника от Албании на конкурсе. Албания была первой страной, которая выбрала представителя со своей стороны и публично презентовала песню.

## Евровидение
На конкурсе песня прозвучала на английском языке.